# Australerpeton cosgriffi
Australerpeton cosgriffi és una espècie d'amfibi temnospòndil extint, l'única del gènere Australerpeton. Visqué durant el Permià en allò que avui en dia és el Brasil. Quan fou descrit per primera vegada, el 1998, se'l classificà dins d'una nova família, Australerpetontidae. Tanmateix, estudis posteriors posaren en dubte la sistemàtica de la descripció original i assignaren A. cosgriffi a la família dels arquegosàurids. Un estudi més recent el reclassificà dins de la família dels rinesúquids, dins del subordre dels estereospòndils, basant-se en una avaluació anterior de la família. Aquest estudi atribuí la gran semblança entre Australerpeton i els arquegosàurids a una evolució convergent a conseqüència del seu estil de vida semiaquiàtic similar.